# Hans Fallada
Hans Fallada (eredeti neve Rudolf Wilhelm Friedrich Ditzen) (Greifswald, 1893. július 21. – Berlin, 1947. február 5.) német író, újságíró, az Új tárgyilagosság irodalmi irányzat egyik legismertebb 20. századi képviselője.

## Életrajz
A 20. század első felének legismertebb írói közé tartozott. Jó polgári családban született, de apjához fűződő kapcsolata nem volt felhőtlen. A teljhatalmú apa, a Német Birodalom Törvényszékének bírája elégedetlen volt fiával, és jogi pályára akarta kényszeríteni. A család 1899-ben Berlinbe, majd 1909-ben Lipcsébe költözött. Már Berlinben is elszigetelt, közösségen kívül álló diáknak számított. Lipcsében tagja lett a Természetjáró német diákok egyesületének (Wandervogel), ahol nagy egyéni bátorságot kellett tanúsítani, és egyre inkább magába zárkózott.
17 évesen Rudolfstadtba került a hercegi gimnáziumba. 1911. október 17-én párbajnak álcázott öngyilkosságot kísérelt meg Hans Dietrich von Necker barátjával együtt. Von Necker meghalt, Ditzen súlyos sérülésekkel életben maradt. Gyilkosság vádjával letartóztatták, és pszichiátriai klinikán kezelték. Beszámíthatatlan elmeállapotra hivatkozva a vádat elejtették. A gimnáziumot nem fejezte be. Az első világháború kitörésekor önkéntesnek jelentkezett, de tartósan alkalmatlannak nyilvánították. 1917 és 1919 között alkoholelvonó-kúrákon vett részt, és magánszanatóriumokban kezelték, főleg Postersteinben, ahol mezőgazdaságtanból szerzett végzettséget. E diplomának köszönhetően főleg jószágigazgatóként (intéző) talált munkát. Stettinben a Mezőgazdasági Kamara tudományos segédmunkatársaként dolgozott, illetve később egy berlini burgonyatermesztő cégnél volt alkalmazásban.
Alkohol- és kábítószer-fogyasztásához különböző csalásokkal és sikkasztásokkal szerzett pénzt. Kétszer ítélték el. 1928-ban második szabadulása után ismerte meg Hamburg-Eilbekben Anna „Suse” Isselt. Róla mintázta a Bárányka (Lämmchen) alakját a Mi lesz veled, emberke? (Kleiner Mann - was nun?) című nagy sikerű, magyarul is többször kiadott regényében. 1929-ben házasodtak össze Hamburgban, de először külön éltek. Anna Hamburgban lakott édesanyjánál, Ditzen pedig Neumünsterben, ahol a helyi újságban dolgozott riporterként és hirdetésszerzőként, valamint a helyi Idegenforgalmi Hivatal alkalmazottja volt. Négy gyermekük közül csak kettő maradt életben.
1930 elején aratta első irodalmi sikereit a Bauern, Bonzen und Bomben című regényével, amelyben a Földművesmozgalomról és a vidéki kisvárosok politikai életéről írt. Kiadója, Ernst Rowohlt tanácsára a házaspár Berlin közelébe, Neuenhagenbe, majd Berkenbrückbe költözött. Rowohlt félnapra alkalmazta az írót a kiadóban, hogy anyagi gondok nélkül írhassa meg a Mi lesz veled emberke? regényét. A könyv a Német Birodalom sikerkönyve lett. Áttörést és nemzetközi elismerést is jelentett Ditzen számára.
1933 márciusában albérlője, a ház egykori tulajdonosa lehallgatta Ditzen és Ernst von Salomon beszélgetését, és feljelentette őket a helyi Sturmabteilungnál. Dizent rövid időre letartóztatták. Ezt követően költözött el Berkenbrückből, és Carwitzben vett lakást. Itt írta többek között Wer einmal aus dem Blechnapf frisst című társadalomkritikai regényét, amelyben neumünsteri börtönemlékeit dolgozta fel.
Később, amikor a fasiszta kritikusok előző műveit elutasították, a politika szempontjából ártalmatlan, szórakoztató irodalom felé fordult, hogy megélhetését biztosítsa. Nem volt hivatalosan tagja a Birodalmi Írókamarának. Felvételi kérelmére nem kapott pozitív választ, de elutasítást sem. A végleges elutasítás művei kiadásának betiltását jelentette volna.
Művésznevét két Grimm meséből, a Szerencsés Jancsiból (Hans) és a Libapásztorlányból vette (Falada nevű ló még halála után is igazat mondott mindaddig, amíg a hercegkisasszony el nem nyerte igazát).
1944-ben házassága felbomlott. Augusztus 24-én, amikor elvált feleségével veszekedett, belelőtt az asztalba. Emberölés kísérlete miatt vád alá helyezték, és a strelitzi elmegyógyintézetbe vitték beszámíthatatlan elmeállapota miatt. 1944. szeptember 4. és december 13. között itt írta Der Trinker regényét. 1945-ben feleségül vette a nála majdnem 30 évvel fiatalabb Ursula Loscht, aki szintén drogproblémákkal küzdött.
1945-ben rövid ideig Feldberg polgármestere volt. Áttelepült Berlinbe, és Johannes Robert Becher hívására a Tägliche Rundschau újságnak dolgozott.
1947-ben Ditzent alkohol- és morfinfüggősége miatt kezelték a Berlin-Niederschönhausen-i kórházban. Itt halt meg szívelégtelenség következtében, és nem kábítószer túladagolásban, mint ahogy a különböző legendák tudni vélték. Halála évében megjelent a Jeder stribt für sich allein (Halálodra magad maradsz) című műve. Német író először foglalkozott a Hitlerrel szembeni ellenállás témájával. A Der Trinker (Az iszákos) regényét posztumusz adták ki.
1981-ben Ditzen a Pankow temetőben díszsírhelyet kapott. Anna Ditzen kívánságára később Carwitzban temették el.

## Hans Fallada-emlékdíj

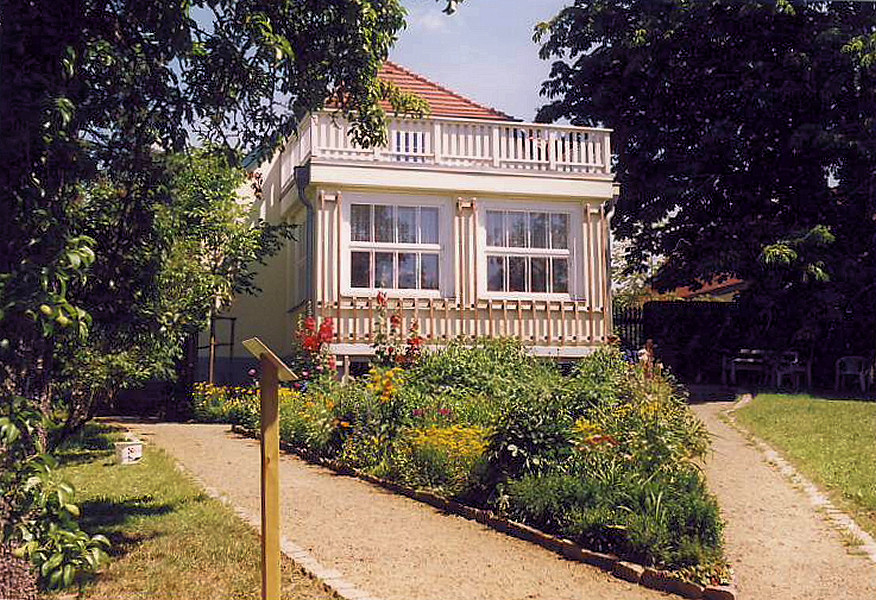
Hans Fallada-archívum (Carwitz)

Neumünster város az író tiszteletére emlékdíjat alapított 1981-ben.
A Hans Fallada-archívum (Carwitz) őrzi az író kéziratait, levelezését, aláírását, valamint műveiből készült filmeket. Az archívum, melyet a Literaturzentrum Neubrandenburg e. V. igazgatja, 2009-ben pénzügyi nehézségek miatt bezárt.

## Művei
- Der junge Goedeschal (1920)
- Anton und Gerda (1923)
- Bauern, Bonzen und Bomben (1931)
- Kleiner Mann – was nun? (Mi lesz veled, emberke) (1932)
- Wer einmal aus dem Blechnapf frißt (1934)
- Wir hatten mal ein Kind (1934)
- Märchen vom Stadtschreiber, der aufs Land flog (1935)
- Altes Herz geht auf die Reise (1936)
- Hoppelpoppel – wo bist du? (1936)
- Wolf unter Wölfen (1937)
- Geschichten aus der Murkelei (1938)
- Der eiserne Gustav (1938)
- Süßmilch spricht (1938)
- Kleiner Mann, Großer Mann – alles vertauscht oder Max Schreyvogels Last und Lust des Geldes (1939)
- Süßmilch spricht. Ein Abenteuer von Murr und Maxe (1939)
- Der ungeliebte Mann (1940)
- Das Abenteuer des Werner Quabs (1941)
- Damals bei uns daheim (1942)
- Heute bei uns zu Hause (1943)
- Fridolin, der freche Dachs (1944)
- Jeder stirbt für sich allein (1947)
- Der Alpdruck (1947)
- Zwei Lämmchen weiß wie Schnee (1948)
- Der Trinker (1950)
- Ein Mann will nach oben (1953)
- Die Stunde, eh´du schlafen gehst (1954)
- Junger Herr – ganz groß (1965)
- Gesammelte Erzählungen (1967)
- Ausgewählte Werke in Einzelausgaben (1962)
- Heute bei uns zu Hause (1992)
- Frühe Prosa in zwei Bänden (1993)
- Der Jungherr von Strammin (1996)
- Drei Jahre kein Mensch, Strafgefangener Zelle 32 (1998)
- Sachlicher Bericht über das Glück, ein Morphinist zu sein
- In meinem fremden Land: Gefängnistagebuch 1944 (2009)

## Magyarul
- Mi lesz veled – emberke?; ford. Braun Soma; Nova, Bp., 1933
- Szántóvetők, bombatevők. Regény; ford. Benedek Marcell; Dante, Bp., 1934 (Halhatatlan könyvek)
- Aki egyszer rabkoszton élt; ford. Tamás István; Nova, Bp., 1934
- Volt egyszer egy gyerekünk; ford. Tamás István; Nova, Bp., 1935
- Egy öreg szív útnak indul. Regény; ford. Tamás István; Nova, Bp., 1936
- A repülő írnok; ford. Kürti Pál; Nova, Bp., 1936
- Farkas a farkasok között, 1-2.; ford. Juhász Vilmos; Pantheon, Bp., 1938
- Azok a régi szép idők; ford. Thurzó Gábor; Ruszkabányai, Bp., 194?
- Kis ember – nagy ember; ford. Szerb Antal; Nova, Bp., 1940
- Nem szerelmi házasság; ford. Boni Gáspár Gitta; Nova, Bp., 1941
- Mese a hűséges sünöcskéről; ford. Árkos Antal; Ifjúsági, Bp., 1956 (Mesemondó kiskönyvtár)
- Halálodra magad maradsz; ford. Gyurkó László, bev. Jólesz László(wd); Magvető, Bp., 1961 (Világkönyvtár)
- Fridolin, a pimasz borz. Regény; ford. Réz Pál; Móra, Bp., 1962 (Ifjúsági kiskönyvtár)
- Bice-bóca hová lettél?; ford. T. Aszódi Éva et al.; Móra, Bp., 1965
- Farkas a farkasok között. Regény; ford. Vajna János; Kossuth, Bp., 1968
- Kiskarácsony; ford. Lengyel Balázs; Móra, Bp., 1990 (Iciri-piciri könyvek)
- Mi lesz veled, emberke? Regény; ford. Braun Soma, utószó Szász János; Kriterion, Bukarest, 1987 (Horizont könyvek)

## Fordítás
- Ez a szócikk részben vagy egészben a Hans Fallada című német Wikipédia-szócikk ezen változatának fordításán alapul.  Az eredeti cikk szerkesztőit annak laptörténete sorolja fel. Ez a jelzés csupán a megfogalmazás eredetét és a szerzői jogokat jelzi, nem szolgál a cikkben szereplő információk forrásmegjelöléseként.